# Jordan EJ11
A Jordan EJ11 egy Formula–1-es versenyautó, amelyet a Jordan Grand Prix csapat tervezett és versenyeztetett a 2001-es Formula–1 világbajnokság során. Pilótái a szezon elején Heinz-Harald Frentzen és Jarno Trulli voltak, az előbbit két versenyen Ricardo Zonta, a szezon második felében Jean Alesi váltotta.

## Áttekintés
Elődjéhez képest több változtatást is eszközöltek. A korábbi hatsebességes váltó helyett egy új hétsebességest építettek, valamint megemelték az orrot is (ennek volt köszönhető az arra festett cápa is). A legjelentősebb változás a motorok terén történt, ugyanis a Jordan autóiban is ugyanaz a Honda-motor volt, mint az az évi BAR 003-as autóban - tehát már nem Mugen-Honda egységek, mint az előző években. Ily módon a Jordan és a BAR egymás közvetlen riválisai lettek.
Az autók festése megegyezett a korábbiakkal: a sárga-fekete színeket a Benson & Hedges cigaretta miatt kapták. Ahol be voltak tiltva a dohányreklámok (Franciaország, Egyesült Királyság, USA), ott a Bitten Heroes feliratot szerepeltették. Az olasz és az amerikai nagydíjon a 2001. szeptember 11-i terrortámadások áldozataira emlékezve egy amerikai zászlót festettek fel a motorborításra. Mivel Alesi 200. versenye volt az amerikai nagydíj, ezért az ő autójára még egy 200-as is fel volt festve.
A Jordan célja egyértelműen az előrelépés volt, miután 2000-ben a csalódást keltő konstruktőri hatodik helyen végeztek. A szezon előtti teszteken nem is mentek rosszul, mind Frentzen, mind Trulli pozitívan nyilatkoztak a vezethetőséget illetően, és úgy gondolták, hogy a bajnoki küzdelembe is beleszólhatnak.
A kezdés jól is sikerült, Ausztráliában mindkét autó a legjobb tízbe kvalifikált, Frentzen pedig a harmadik helyen is autózott, ám egy versenybaleset miatt végül csak ötödik lett.Helyét Trulli örökölte volna meg, de ő hidraulikai hiba miatt kiesett. Ennek ellenére is jobban kezdték az évet, mint a BAR csapat. Malajziában Trulli a harmadik helyen volt a rajt után, és egy ideig vezette is a versenyt, de az özönvízszerű esőzés alaposan megkeverte a lapokat, így ő visszaesett, Frentzen pedig negyedik lett.
A harmadik futamtól, a brazil nagydíjtól kezdett látszani az autó hibája: erős időmérő körök mellett gyengébb versenytempó. Gyakorlatilag minden futamukon problémát jelentett, hogy a mögöttük haladók sorban előzik le őket. Kettős pontszerzést csak Imolában ünnepelhetett a csapat, ráadásul a spanyol nagydíj után a pontszerzés is megritkult és rengetegszer estek ki műszaki hiba miatt. A meghibásodások miatt sokszor potenciális pintszerzési esélyeket dobtak el. Ausztriában Trullit diszkvalifikálták, mert figyelmen kívül hagyta a boxutca kijáratánál a piros lámpát.
Kanadában Frentzen a szabadedzésen balesetet szenvedett, ami után szédülésre és fejfájásra panaszkodott, emiatt Ricardo Zonta ugrott be helyette. Itt is ugyanaz történt, mint addig általában: jó időmérős pozíció, gyengébb versenytempó, és bár Trulli összeszedte magát, alig pár körrel a verseny vége előtt a harmadik helyről kényszerült kiállni műszaki hiba miatt. Ekkortájt már kezdett a csapat elégedetlen lenni Frentzen teljesítményével, mert mind az időmérőkön, mind a versenyeken gyengébb volt, mint Trulli. Miután a brit nagydíjon a jó startpozíciója ellenére is kikerült a pontszerző zónából és még a Sauber is megverte, Eddie Jordan a verseny után kirúgta. A német nagydíjra Zonta ugrott be helyette, de mindkét Jordan-pilóta kiesett: Trulli a dobogóért csatázott Jacques Villeneuve-vel, de kipördült, Zonta pedig már a futam elején ütközött Jos Verstappennel.
A teljesítmény kezdett kínos lenni, főként mert a konstruktőri bajnokságban a jóval szerényebb költségvetésből működő Sauber is megelőzte őket. A magyar nagydíjra jókora újításokat hoztak, és egy új pilótát is: Jean Alesit a Prost csapattól (akinek a helyére ironikus módon Frentzen ült be). Trulli ötödikként indult, de végül nem szerzett pontot, viszont sokáig fel tudta tartani a mögötte haladókat. Alesi bemutatkozó versenye gyengébben sikerült, emiatt az erősorrendben elkezdett hátraesni a csapat.
Alesi Belgiumban tudott pontot szerezni, Trulli pedig az amerikai nagydíjon ért el egy negyedik helyet. Őt eredetileg diszkvalifikálták, mert szabálytalanságot fedeztek fel az autóján. Ezt a csapat megfellebbezte, és bár csak az idény után született döntés, de Trulli visszakapta az eredményét és a pontjait, amelyek segítségével a Jordan visszaelőzte a BAR-t a bajnokságban. A szezon utolsó futamán, Japánban nem szereztek pontot. Ez volt Alesi búcsúversenye is, aki szerette volna az idényt kiesés nélkül teljesíteni, ami sajnos nem sikerült.

## Eredmények
| Év   | Csapat | Motor        | Gumik | Pilóták               | 1   | 2   | 3   | 4   | 5   | 6   | 7   | 8   | 9   | 10  | 11  | 12  | 13  | 14  | 15  | 16  | 17  | Pontok | Helyezés |
| ---- | ------ | ------------ | ----- | --------------------- | --- | --- | --- | --- | --- | --- | --- | --- | --- | --- | --- | --- | --- | --- | --- | --- | --- | ------ | -------- |
| 2001 | Jordan | Honda RA001E | B     |                       | AUS | MAL | BRA | SMR | ESP | AUT | MON | CAN | EUR | FRA | GBR | GER | HUN | BEL | ITA | USA | JPN | 19     | 5.       |
| 2001 | Jordan | Honda RA001E | B     | Heinz-Harald Frentzen | 5   | 4   | 11† | 6   | KI  | KI  | KI  |     | KI  | 8   | 7   |     |     |     |     |     |     | 19     | 5.       |
| 2001 | Jordan | Honda RA001E | B     | Ricardo Zonta         |     |     |     |     |     |     |     | 7   |     |     |     | KI  |     |     |     |     |     | 19     | 5.       |
| 2001 | Jordan | Honda RA001E | B     | Jean Alesi            |     |     |     |     |     |     |     |     |     |     |     |     | 10  | 6   | 8   | 7   | KI  | 19     | 5.       |
| 2001 | Jordan | Honda RA001E | B     | Jarno Trulli          | KI  | 8   | 5   | 5   | 4   | DSQ | KI  | 11† | KI  | 5   | KI  | KI  | KI  | KI  | KI  | 4   | 8   | 19     | 5.       |

† - nem fejezte be a versenyt, de rangsorolták, mert teljesítette a versenytáv 90 százalékát